# Abd al-Aziz ibn Su’ud
Abd al-Aziz ibn Abd ar-Rahman ibn Fajsal ibn Turki ibn Abd Allah ibn Muhammad Al Su’ud (zwany także Ibn Saud; ur. 24 listopada 1880 w Rijadzie, zm. 9 listopada 1953 w at-Ta’if) – twórca państwa saudyjskiego i król Arabii Saudyjskiej w latach 1932–1953.

## Życiorys
Był potomkiem imama Muhammada ibn Su’uda (zm. 1765), założyciela dynastii saudyjskiej, a w 1744 roku państwa wahhabitów ze stolicą w ad-Dirijji. Dzieciństwo spędził na wygnaniu w Kuwejcie, dokąd jego rodzina musiała uciekać przed rodem Raszydów. W 1902 roku odzyskał Rijad i ogłosił się jego władcą.
Jako wódz plemienny i przywódca religijny wahhabitów rozpoczął podbój księstw Półwyspu Arabskiego: Al-Hasa (1913), Nadżd (1921; ogłosił się tam sułtanem), następnie al-Hidżaz (ok. 1926; w stolicy Hidżazu, Mekce, ogłosił się królem tego państwa), Asir (ok. 1930) i inne. W roku 1932 panował już nad terenami leżącymi pomiędzy Morzem Czerwonym a Zatoką Perską i był w stanie 14 sierpnia 1932 r. ogłosić istnienie nowego państwa, Arabii Saudyjskiej i ogłosić się jego królem.
W 1934 roku prowadził wojnę z Jemenem, którą wygrał. 20 maja 1934 roku razem z Imamem Jahją w at-Ta’if podpisał traktat.
Ibn Su’ud utworzył państwo, którego niepodległość uznały wszystkie mocarstwa. Związał je militarnie (bazy wojskowe) i gospodarczo (koncesje na wydobycie ropy naftowej) z USA.
W 1938 r. odkryto w Arabii Saudyjskiej złoża ropy naftowej i od tego momentu do skarbca rodziny Saud zaczęły płynąć bogactwa, które po pewnym czasie Ibn Su’ud zaczął kierować także w stronę ludności swojego państwa. Podjął także skuteczną walkę z przestępczością, zwłaszcza z napadami na pielgrzymów zdążających do Mekki i Medyny.
Podczas II wojny światowej Arabia Saudyjska pozostawała neutralna, choć sam król uważany był za sprzyjającego aliantom. Wskazywało na to zerwanie przez niego stosunków dyplomatycznych z Niemcami i Włochami. W 1945 roku tuż po konferencji Wielkiej Trójki w Jałcie spotkał się z prezydentem USA Franklinem Delano Rooseveltem w celu omówienia wspólnych interesów po II wojnie światowej. W zamian za pomoc USA w zapewnieniu bezpieczeństwa panującej dynastii zobowiązał się do współpracy z amerykańskimi firmami naftowymi inwestującymi na terenie Półwyspu Arabskiego w wydobycie ropy naftowej.
Liczbę jego potomstwa szacuje się na pomiędzy 50 a ponad 200. Wszyscy jego synowie noszą po nim przydomek „ibn (bin) Abd al-Aziz Al Su’ud”. Ponieważ od śmierci najstarszego syna Ibn Su’uda, księcia Turkiego ibn Abd al-Aziza w 1919 r. prawo sukcesji nie przechodzi z ojca na syna, lecz na kolejnych synów Ibn Sauda, wszyscy kolejni królowie Arabii Saudyjskiej byli braćmi przyrodnimi: Su’ud IV (1902-1969), Fajsal II (1904-1975), Chalid (1913-1982), Fahd (1923-2005), Abd Allah (1924-2015) oraz obecny król Salman. Prawo Arabii Saudyjskiej od roku 1992 gwarantuje, że królem może być jedynie potomek Ibn Su’uda. Jego synami byli również książę Sultan (zm. 22.10.2011), Najif (zm. 18.06.2012) i Abd ar-Rahman (zm. 13.07.2017).
Zmarł w 1953 r. w at-Ta’if, gdzie zwyczajowo latem przenosi się dwór saudyjski. Jego ciało zostało złożone w Mekce.